# Cerco de Constantinopla (1235)
O cerco de Constantinopla de 1235 foi um cerco conjunto das forças búlgaras e nicenas à capital do Império Latino. O imperador João de Brienne foi cercado pelo imperador de Niceia João III Ducas Vatatzes e pelo czar búlgaro João Asen II.

## Contexto
Após a morte de Roberto de Courtenay em 1228, uma nova regência sob João de Brienne se formou. A ameaça do Despotado de Epiro ao Império fora removida após a desastrosa derrota para os búlgaros na Batalha de Klokotnitsa, mas o seu lugar foi imediatamente tomado pelo Império de Niceia, que começou a reconquistar os territórios perdidos na Grécia. O imperador João III Ducas Vatatzes de Niceia firmou então uma aliança com os búlgaros que, em 1235, resultou numa campanha conjunta contra o Império Latino.

## O cerco
Em 1235, Ângelo Sanudo enviou uma esquadra para defender Constantinopla, já cercada pelos aliados. Sem conseguir avançar e com o inverno chegando, o cerco fracassou e o cerco foi levantado no outono. João Asen II e Vatatzes concordaram em continuar o cerco no ano seguinte, mas o tsar búlgaro se recusou a enviar as tropas. Com a morte de João de Brienne em 1237 os búlgaros romperam o tratado com Niceia tendo em vista a possibilidade de João Asen II se tornar o regente do Império Latino.
Por intervenção de Ângelo, uma trégua foi firmada entre as duas potências pelos próximos dois anos.

## Consequências
Em 1247, os nicenos já tinham efetivamente cercado Constantinopla, com a apenas as poderosas muralhas da capital evitando a invasão. A Batalha da Paflagônia em 1258 marcou o início do fim da predominância latina na Grécia. Assim, em 25 de julho de 1261, com a maior parte das forças latinas em campanhas, o general niceno Aleixo Estrategópulo encontrou uma entrada não vigiada para a cidade e a invadiu com suas tropas, retomando o Império Bizantino para seu imperador Miguel VIII Paleólogo.